# Paweł Leszkowicz
Paweł Leszkowicz (ur. 1970) – historyk sztuki, kurator, wykładowca akademicki; doktor habilitowany nauk humanistycznych w zakresie historii (specjalność: historia sztuki). Pracuje jako adiunkt w Zakładzie Sztuki Nowoczesnej w Instytucie Historii Sztuki UAM w Poznaniu, wykłada także na Uniwersytecie Artystycznym w Poznaniu. Należy do sekcji polskiej Międzynarodowego Stowarzyszenia Krytyków Sztuki (AICA).
Stypendysta Fulbrighta w The New School (Nowy Jork), studiował także w Courtauld Institute of Art w Londynie. Stopień doktora uzyskał w 2000 roku. Kurator m.in. wystawy prywatnej kolekcji sztuki Grażyny Kulczyk i Ars Homo Erotica (2010) w Muzeum Narodowym w Warszawie.
W swojej pracy naukowej zajmuje się historią sztuki współczesnej, kulturą wizualną, seksualnością, teorią i praktyką kuratorską.
Dnia 10 maja 2014 w Brighton Town Hall's Regency Room w Brighton, Paweł Leszkowicz zawarł gejowski związek małżeński ze swym partnerem życiowym Tomaszem Kitlińskim (doktorem nauk humanistycznych w zakresie filozofii, adiunktem w Instytucie Filozofii, na Wydziale Filozofii i Socjologii UMCS). Przed ślubem obaj panowie żyli ze sobą w nieformalnym związku homoseksualnym przez 19 lat.

## Wybrane publikacje
- Helen Chadwick. Ikonografia podmiotowości (2001)
- Miłość i demokracja. Rozważania o kwestii homoseksualnej w Polsce (2005, wraz z Tomaszem Kitlińskim)
- Miłość i demokracja, Centrum Sztuki Współczesnej „Łaźnia” (2006) – katalog wystawy
- GK Collection#1. Sztuka z kolekcji Grażyny Kulczyk (2007) – katalog wystawy
- Vogue, Centrum Sztuki Współczesnej Łaźnia (2009) – katalog wystawy
- Art pride. Polska sztuka gejowska (2010)